# Pierre Constant de Suzannet
Pierre Constant de Suzannet   (Chavagnes-en-Paillers, 13 de febrer de 1772 - Aigrefeuille-sur-Maine, 21 de juny de 1815) era fill de Pierre-Alexandre de Suzannet i de Louise Charlotte de Caumont d'Adde. El seu oncle i padrí era el cavaller Jean-Baptiste-François de Suzannet.

## Biografia
Primer cosí d'Henri de La Rochejaquelein (les seves mares eren germanes), estudien junts a l'escola militar de Sorèze i després a París. El 1788, als 16 anys, va ingressar com a segon tinent al regiment Gardes-Françaises.
Després de la defecció del seu cos de l'exèrcit, va emigrar el 1791 a Coblença (Alemanya), amb el seu pare. El 1792, va fer campanyes pels prínceps, com a lloctinent a l'exèrcit de l'exèrcit de Lord Moira, destinats a donar suport als primers moviments a la Vendée. L'any següent, va acompanyar el seu pare a Anglaterra. El 1795, segon tinent del regiment Hervilly, va participar en l'expedició de Quiberon i va ser un dels pocs que va escapar fugint a bord d'un vaixell anglès.
Es va incorporar a la revolta de la Vendée on es va posar a les ordres del general de François de Charette com a cap d'una divisió. Va tornar a Anglaterra amb la missió de demanar ajuda al govern britànic i de reunir-se amb el comte d'Artois. A la tornada, Suzannet es va assabentar de la mort de Stofflet (25 de febrer de 1796) i la posició perillosa en què es va trobar el general Charette. Desembarcant a la costa prop de Sant Malo amb una trentena d'oficials reialistes, el grup es va trobar amb una patrulla i després un batalló republicà. Diversos van morir a la gargota. Suzannet aconsegueix escapar nedant a través del riu.
La mort de Charette, posant punt final a la segona revolta de la Vendée, Lazare Hoche s'uneix al comte de Suzannet per sortir de França i el porta a les fronteres de Suïssa. A principis de 1797, Suzannet va anar, però, a París per conèixer els agents del rei, Brotier i Laville-Heurnois, després va marxar cap a Anglaterra on va romandre 6 mesos.
El cop d'estat de 18 Fructidor (setembre de 1797) i el restabliment de lleis contra els emigrants i capellans refractaris van relligar tensions. El 20 d'agost de 1799, el comte d'Artois va transmetre l'ordre de preparar-se per a la guerra (3a guerra de Vendée (1799-1800)). Es reorganitza el comandament dels exèrcits reialistes d'Occident i Pierre Constant de Suzannet, al cap de Charette, té l'encàrrec de l'Exèrcit de Bas-Poitou i el Pays de Retz. Mentre marxava a Montaigu al capdavant de 3.000 homes, Suzannet va resultar greument ferit el novembre de 1799. Finalment, quan es va anunciar el cop d'estat del 18 de Brumaire, la guerra es va interrompre i es van obrir les negociacions (Conferència Pouancé). Malgrat la reticència de certs caps, Suzannet va signar l'acord de pau de Montfaucon amb D'Autichamp i Sapinaud el 18 de gener de 1800.
La policia de Fouché, que temia les accions de Suzannet, el va arrestar el desembre de 1801 amb el seu amic, el comte Louis d'Andigné. Presos a la Torre del Temple per ordre de Bonaparte, van ser traslladats al castell de Dijon, després al fort de Joux des d'on van aconseguir escapar el 16 d'agost de 1802, en condicions increïbles. El Primer Cònsol consent a l'aixecament del segrest de la seva propietat amb la condició que no tornin a les seves províncies i resideixin 100 lligues de París. Suzannet s'instal·la a Valènce.
Va participar a principis de 1804 en la conspiració de Georges Cadoudal per enderrocar Napoleó i va aconseguir escapar a Alemanya on va exiliar-se durant diversos anys. El 1807, finalment va obtenir l'autorització per tornar a França i l'any següent per viure a la Vendée.
A la restauració, Lluís XVIII va assistir comissari extraordinari als departaments d'Occident. Va ser nomenat comandant de la Reial Ordre Militar de Sant Lluís.
A la notícia del retorn de Napoleó, el març de 1815, Suzannet es va refugiar a Vendée on va aixecar tropes. Quatre cossos d'exèrcit format per uns 25.000 camperols organitzats amb Louis de La Rochejaquelein, Sapinaud i Autichamp, i Suzannet al capdavant. Esperen el desembarcament amb un vaixell d'armes i municions promès pels anglesos. Els líders vendeans van experimentar algunes victòries en els primers dies d'hostilitat. Tot i això, la manca d'aliments i d'armes va erosionar ràpidament la moral de les tropes insurgents. Napoleó va enviar el general Lamarque com a reforç per donar suport a Travot, Estève i Brayer. Per sobre de tot, Fouché va intentar obrir negociacions enviant els seus emissaris Malartic, de Flavigny i la Béraudière. La mort de La Rochejaquelein reforça les divisions entre caps vendeans.
Comandat per Suzannet, d'Autichamp i Sapinaud, l'exèrcit de la Vendée s'enfrontà a les tropes de Lamarque i Brayer el 20 de juny a la batalla de Rocheservière. Suzannet rep una ferida greu, i va morir l'endemà.
Set dies després, els generals Sapinaud, Autichamp i Auguste du Vergier de La Rochejaquelein van acceptar les condicions del general Lamarque i van signar el tractat de Cholet (28 de juny de 1815) que va posar fi a la insurrecció.
El cos del general Suzannet, enterrat per primera vegada en un bosc a prop d'Aigrefeuille-sur-Maine, va ser exhumat poques setmanes després, i transportat a l'església de Maisdon-sur-Sèvre on va ser novament enterrat.